# Liste der Biografien/Rez
Liste der Biografien |
Portal Biografien |
Personensuche
# |
A |
B |
C |
D |
E |
F |
G |
H |
I |
J |
K |
L |
M |
N |
O |
P |
Q |
R |
S |
T |
U |
V |
W |
X |
Y |
Z |
?
 
Ra |
Rb |
Rd |
Re |
Rh |
Ri |
Rj |
Rk |
Rl |
Rm |
Rn |
Ro |
Rr |
Rs |
Rt |
Ru |
Rv |
Rw |
Rx |
Ry |
Rz
 
Rea |
Reb |
Rec |
Red |
Ree |
Ref |
Reg |
Reh |
Rei |
Rej |
Rek |
Rel |
Rem |
Ren |
Reo |
Rep |
Req |
Rer |
Res |
Ret |
Reu |
Rev |
Rew |
Rex |
Rey |
Rez
Die Liste der Biografien führt alle Personen auf, die in der deutschsprachigen Wikipedia einen Artikel haben. Dieses ist eine Teilliste mit 97 Einträgen von Personen, deren Namen mit den Buchstaben „Rez“ beginnt.

## Rez
- Rez, Emilio, italienischer Musiker

### Reza
- Reza (* 1952), französisch-iranischer Fotojournalist
- Reza Khan Geranmayeh Moayyedossaltaneh (1850–1913), persischer Botschafter
- Réza, Kévin (* 1988), französischer Radrennfahrer
- Reza, Yasmina (* 1959), französische Schriftstellerin, Regisseurin und SchauspielerinYasmina Reza (* 1959)

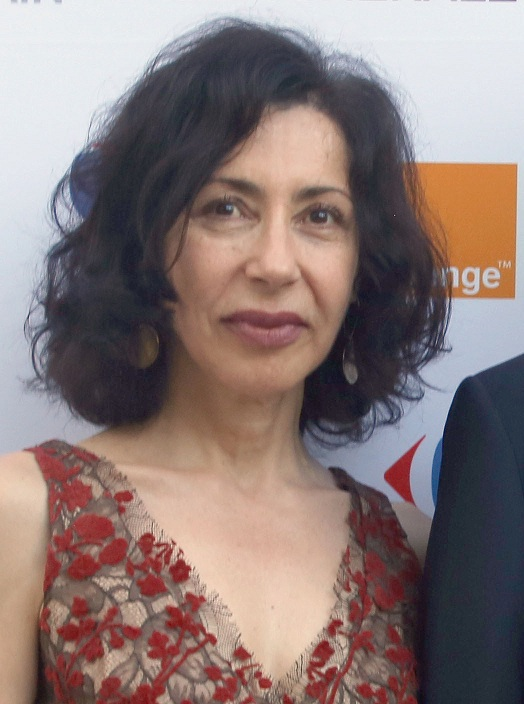
Yasmina Reza (* 1959)

- Rezabal y Ugarte, José de (1747–1800), Gouverneur von Chile
- Řezáč, František (1943–1979), tschechoslowakischer Radrennfahrer
- Řezáč, Ivan (1924–1977), tschechischer Komponist
- Rezac, Johann (1911–1998), österreichischer Architekt und Bildhauer
- Řezáč, Pavel, tschechischer Diplomat
- Řezáč, Stanislav (* 1973), tschechischer Skiläufer
- Řezáč, Václav (1901–1956), tschechischer Schriftsteller
- Řezáčová, Karin (* 2001), tschechische Handballspielerin
- Rezaei, Alireza (* 1976), iranischer Ringer
- Rezaei, Ghasem (* 1985), iranischer Ringer und Olympiasieger
- Rezaei, Kaveh (* 1992), iranischer Fußballspieler
- Rezaei, Rahman (* 1975), iranischer Fußballspieler
- Rezaeian, Ramin (* 1990), iranischer Fußballspieler
- Rezagholi, Mohsen (* 1957), deutscher Informatiker iranischer Herkunft
- Rezaï, Aravane (* 1987), iranisch-französische Tennisspielerin
- Rezai, Asadullah (* 1989), afghanischer Fußballspieler
- Rezai, Iman (* 1981), iranischer Künstler
- Rezai, Mahdi (* 1953), afghanisch-deutscher Mediziner
- Rezai, Mohsen (* 1954), iranischer General und PolitikerMohsen Rezai (* 1954)

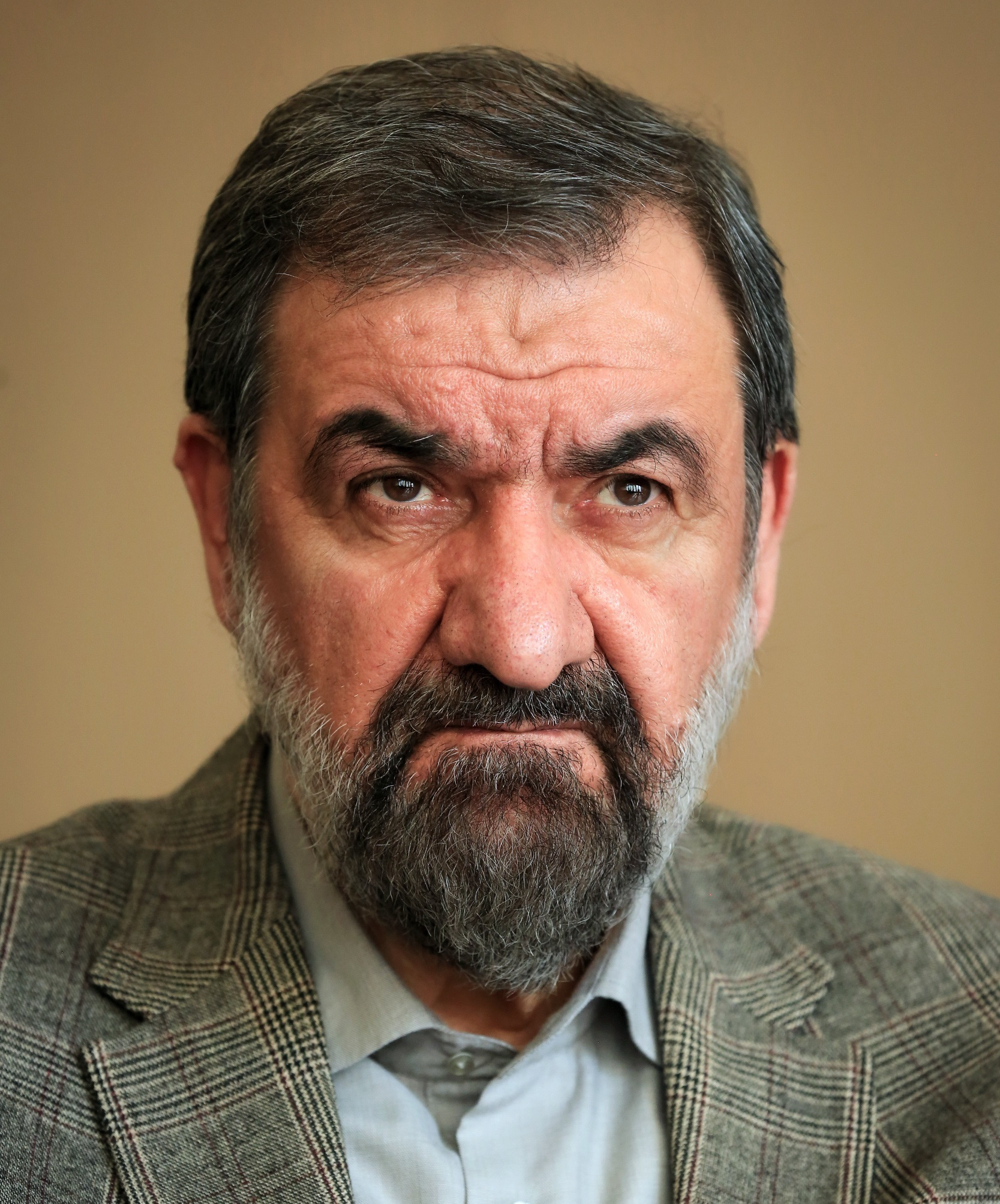
Mohsen Rezai (* 1954)

- Rezai, Scheys (* 1984), iranischer Fußballspieler
- Rezaie, Abbas, afghanischer Journalist, Videoreporter und Dokumentarfilmer
- Rezaie, Dariusch († 2011), iranischer Wissenschaftler
- Rezaire, Tabita (* 1989), französische Künstlerin
- Rězak, Filip (1859–1921), sorbischer Autor, Übersetzer und katholischer Pfarrer
- Rezania, Kianoosh (* 1972), iranischer Iranist
- Rezar (* 1994), albanischer Wrestler
- Rezar, Aljoša (* 1983), slowenischer Handballtorwart
- Rezar, Peter (* 1956), österreichischer Politiker (SPÖ), Landesrat im Burgenland, Mitglied des Bundesrates
- Rezar, Richard (1922–2000), österreichischer Politiker (FPÖ) und Kaufmann
- Rezasoltani, Farzaneh (* 1985), iranische Skilangläuferin
- Rezat, Sara, deutsche Germanistin
- Rezazadeh, Hossein (* 1978), iranischer GewichtheberHossein Rezazadeh (* 1978)

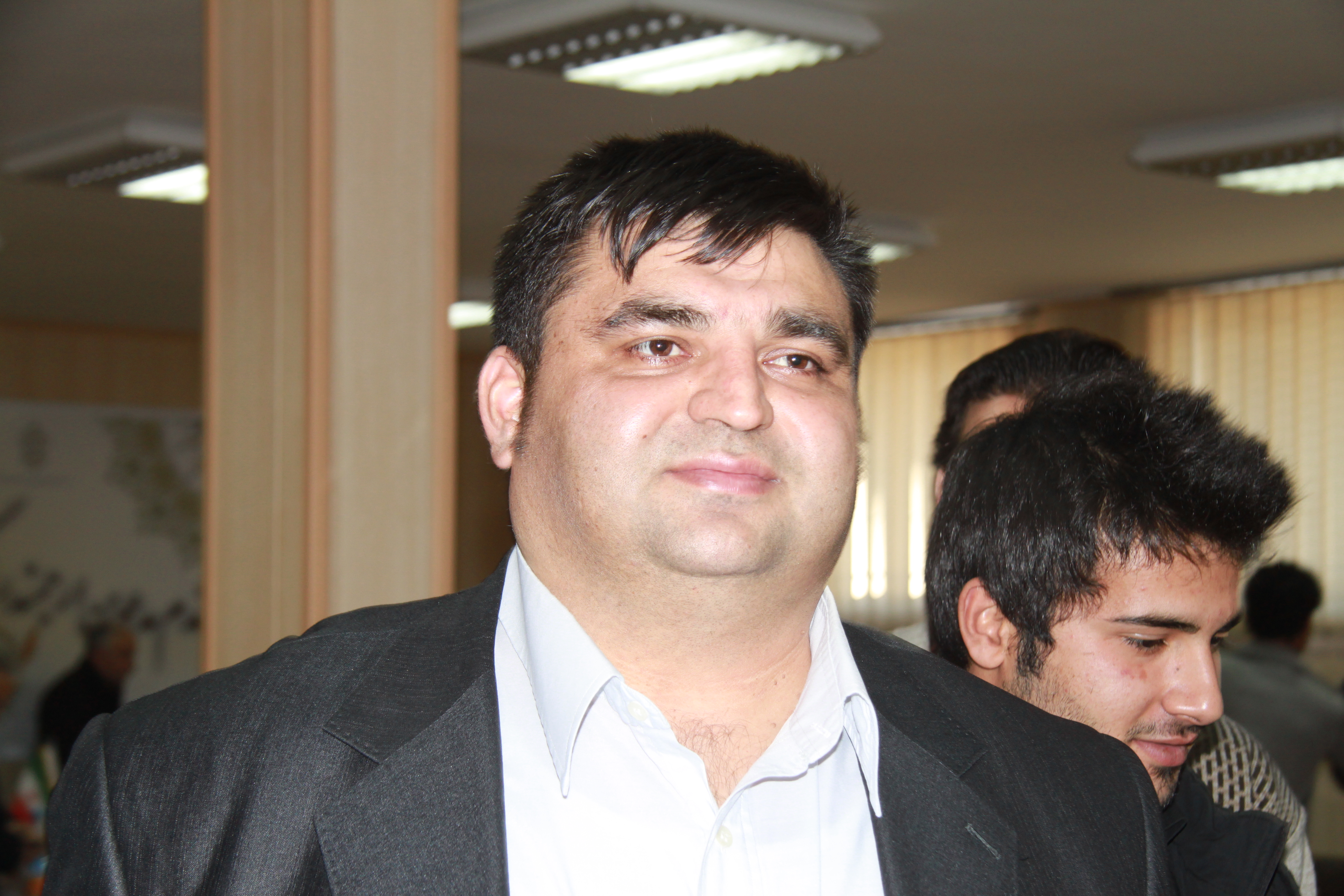
Hossein Rezazadeh (* 1978)

### Reze
- Rezek, Antonín (1853–1909), tschechischer Historiker und Politiker
- Režek, Boris (1908–1986), jugoslawischer Skilangläufer
- Rezek, Francisco (* 1944), brasilianischer Jurist und Diplomat
- Rezek, Franz (1847–1912), österreichischer Militärkapellmeister und Komponist
- Režek, Gregor (* 1991), slowenischer Eishockeyspieler
- Rezek, Jan (* 1982), tschechischer Fußballspieler
- Rezek, Josef (* 1990), tschechisch-australischer Eishockeyspieler
- Rezek, Philipp (1894–1963), österreichisch-US-amerikanischer Arzt, Pathologe und Hochschullehrer
- Rezende Costa Freitas, Vinicius (* 1995), brasilianischer Beachvolleyballspieler
- Rezende, Bruno (* 1986), brasilianischer Volleyballspieler
- Rezende, Daniel (* 1969), brasilianischer Filmeditor und -regisseur
- Rezende, Dorinha (* 1964), brasilianische Politikerin
- Rezende, Welberth (* 1975), brasilianischer Politiker
- Rezepa-Zabel, Heide (* 1965), deutsche Kunsthistorikerin und -sachverständige
- Rezevska, Daiga (* 1974), lettische Juristin

### Rezi
- Rezik, Darina Hadil (* 2003), algerische Leichtathletin
- Rezin († 732 v. Chr.), aramäischer König von Damaskus

### Rezk
- Rezko, Tony (* 1955), US-amerikanischer Geschäftsmann und Immobilienentwickler in Chicago
- Rezková, Milena (1950–2014), tschechoslowakische Hochspringerin
- Rezky, Rezza (* 2000), singapurischer Fußballspieler

### Rezl
- Rezlerová, Magda (* 1982), tschechische Biathletin

### Rezm
- Rezman, Boštjan (* 1980), slowenischer Straßenradrennfahrer
- Rezmiveș, Petre (* 1997), rumänischer Sprinter

### Rezn
- Reznák, János (1930–1988), ungarischer Ringer
- Rezniak, Franz (* 1895), deutscher Politiker (CDU), MdL Sachsen-Anhalt
- Reznicek, Emil Nikolaus von (1860–1945), österreichischer KomponistEmil Nikolaus von Reznicek (1860–1945)

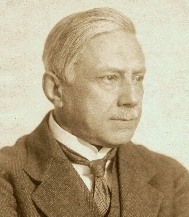
Emil Nikolaus von Reznicek (1860–1945)

- Reznicek, Felicitas von (1904–1997), deutsche Schriftstellerin und Alpinistin
- Rezniček, Ferdinand von (1868–1909), österreichischer Maler und Illustrator
- Reznicek, Franz (1903–1999), österreichischer Architekt
- Reznicek, Hans (1910–1979), österreichischer klassischer Flötist und Hochschullehrer
- Reznicek, Hans-Jürgen (* 1953), deutscher Bassist
- Řezníček, Josef (* 1966), tschechischer Eishockeyspieler
- Reznicek, Paula von (1895–1976), deutsche Tennisspielerin, Journalistin und Schriftstellerin
- Řezníček, Pavel (1942–2018), tschechischer Schriftsteller, Dichter und Übersetzer
- Řezníček, Pavel (* 1966), tschechischer Schauspieler
- Řezníček, Tomáš (* 1985), tschechischer Handballspieler
- Reznichenko, Darya (* 1991), usbekische Weitspringerin
- Reznichenko, Olga (* 1989), russische Jazzmusikerin (Piano, Komposition)
- Reznik, deutscher DJ und MusikproduzentReznik

Reznik

- Reznik, Eleonora (* 1975), deutsch-russische klassische Pianistin und Hochschullehrerin
- Reznik, Miguel (1932–1991), argentinischer Fußballspieler und -trainer
- Řezník, Miloš (* 1970), tschechischer Historiker
- Řezník, Radim (* 1989), tschechischer Fußballspieler
- Reznikoff, Charles (1894–1976), US-amerikanischer Poet
- Reznikoff, Vassilissa, deutsch-französische Schauspielerin, Sängerin und Performancekünstlerin
- Reznikov, Hanon (1950–2008), US-amerikanischer Theater- und Filmschauspieler, Autor, Regisseur
- Reznor, Trent (* 1965), US-amerikanischer Musiker, Komponist, Songwriter, Sänger, Multiinstrumentalist und Musikproduzent
- Reznyicsek, Zsolt (* 1987), ungarischer Crosslauf-Sommerbiathlet

### Rezo
- Rezo (* 1992), deutscher Webvideoproduzent, Unternehmer und KolumnistRezo (* 1992)

Rezo (* 1992)

### Rezw
- Rezwan, Kurosch (* 1975), Schweizer Materialwissenschaftler

### Rezz
- Rezz (* 1995), kanadische DJ- und Plattenproduzentin
- Rezzarday, Kyle (* 1991), US-amerikanischer Schauspieler
- Rezzesi, Francesco (1902–1990), italienischer Mediziner und Pathologe
- Rezzik, Ghania (* 2002), algerische Mittelstreckenläuferin
- Rezzolla, Luciano (* 1967), italienischer Astrophysiker
- Rezzonico, Carlo, der Jüngere (1724–1799), italienischer Kardinal der römisch-katholischen Kirche
- Rezzonico, Giovanni Battista (1740–1783), italienischer Kardinal der katholischen Kirche
- Rezzonico, Nino (1900–1974), Tessiner Politiker
- Rezzonico, Werner (* 1940), Schweizer Radsportler
- Rezzori, Gregor von (1914–1998), rumänisch-österreichischer Schriftsteller und Filmschauspieler